# Nicola Olyslagers
Nicola Lauren Olyslagers (Cognom de naixement McDermott; North Gosford, 28 de desembre de 1996) és una saltadora d'alçada australiana. Va guanyar la medalla de plata als Jocs Olímpics tant a Tòquio el 2021 com a París el 2024 i la medalla de bronze al Campionat del Món d'atletisme de 2023 en salt d'alçada. És l'actual posseïdora del rècord d'Oceania de salt d'alçada i és la campiona del món al Campionat del Món d'atletisme en pista coberta de 2024.

## Carrera
Olyslagers van competir en el salt d'alçada femení als Campionats del Món d'Atletisme de 2017. OTambé va competir en salt d'alçada femení als Jocs de la Commonwealth de 2018, on va aconseguir el millor salt personal d'1,91 m i va guanyar la medalla de bronze. El 20 de juny de 2019, va saltar la millor marca personal d'1,96 m al Mestský Stadion, a Ostrava, República Txeca. Va aconseguir una nova millor marca personal d'1,98 m a Sinn, Alemanya, el 29 d'agost de 2020, on va obtenir el segon lloc a la llista de tots els temps de saltadores d'alçada australianes.
Olyslagers va establir rècords d'Austràlia i Oceania amb un millor salt personal de 2,00 m el 18 d'abril de 2021. Va millorar la seva marca personal a 2,01 a Estocolm el 4 de juliol de 2021 i a 2,02 als Jocs Olímpics de Tòquio el 7 d'agost de 2021, on va obtenir la plata.
El març de 2024, va guanyar una medalla d'or als Campionats del Món d'Indoor a Glasgow i la plata als Joc Olímpics de París.

### Competicions internacionals
| Any  | Competició                                     | Lloc                   | Posició | Marca  |
| ---- | ---------------------------------------------- | ---------------------- | ------- | ------ |
| 2014 | Campionat Mundial Junior d'Atletisme           | Eugene, Estats Units   | 16ena   | 1.79 m |
| 2015 | Universíades                                   | Gwangju, Corea del Sud | 4rta    | 1.80 m |
| 2017 | Universíades                                   | Taipei, Taiwan         | 7ena    | 1.88 m |
| 2018 | Jocs de la Commonwealth                        | Gold Coast, Austràlia  | 3era    | 1.91 m |
| 2018 | Copa Continental d'atletisme                   | Győr, Hongria          | 5ena    | 1.87 m |
| 2019 | Campionat del Món d'atletisme                  | Doha, Qatar            | 15ena   | 1.90 m |
| 2021 | Jocs Olímpics                                  | Tòquio, Japó           | 2na     | 2.02 m |
| 2022 | Campionat del Món d'atletisme                  | Eugene, Estats Units   | 5ena    | 1.96 m |
| 2023 | Campionat del Món d'atletisme                  | Budapest, Hungria      | 3era    | 1.99 m |
| 2024 | Campionat del Món d'atletisme en pista coberta | Glasgow, Regne Unit    | 1ra     | 1.99 m |
| 2024 | Jocs Olímpics                                  | París, França          | 2na     | 2.00 m |

## Vida personal
Olyslagers és d'ascendència materna croata, provinent de l'illa de Korčula. Sempre havia estat alta per a la seva edat, i diu que no era bona fent esport en els seus primers anys a causa de la falta de coordinació. Després que es va introduir a l'atletisme a l'escola als set anys i va guanyar la majoria dels esdeveniments des de llançament de pes fins a 200 m, els seus pares la van implicar amb Little Athletics.
Va estudiar bioquímica a la Universitat de Sydney. El seu ídol esportiu és Blanka Vlašić.
És una devota cristiana evangèlica, i és membre d'una denominació pentecostal que prefereix no anomenar. Es va convertir en cristiana mentre assistia a un campament juvenil als 16 anys, i ha assenyalat regularment les seves creences com a font d'inspiració.

Dirigeix Everlasting Crowns, un ministeri dedicat a animar i ensenyar als atletes.
Es va casar amb Rhys Olyslagers l'abril de 2022,, i des de llavors ha competit com a Nicola Olyslagers.